# John Kamyuka
John Kamyuka (Jwaneng, 11 gennaio 1989) è un ex nuotatore botswano, specializzato nello stile libero.

## Biografia
Rappresentò il Botswana ai Giochi olimpici estivi di Pechino 2008, dove ottenne il 72º tempo nelle batterie dei 50 m stile libero e fu eliminato. Fu uno dei primi nuotatori del Botswana, insieme a Samantha Paxinos, a competere alle Olimpiadi.